# Michael Obiora
Michael Obiora (Camden, 8 ottobre 1986) è un attore e sceneggiatore britannico.

## Biografia
Nato l'8 ottobre 1986 nel nord-ovest di Londra, in Inghilterra, da genitori nigeriani-igbo. All'età di sei anni, era determinato a diventare un intrattenitore come il suo idolo Michael Jackson, e sua madre lo iscrisse a lezioni di teatro. Racconta di aver avuto un'adolescente complicata, poiché una volta fu gravemente ferito, in seguito fu espulso dalla scuola secondaria e suo padre venne a mancare.
All'età di nove anni, divenne l'attore più giovane ad essere apparso nella serie televisiva per bambini Grange Hill.  Poco prima del suo 18° compleanno, ha ottenuto il ruolo di Gunner Jackson Clarke nella serie Bombshell della ITV. Poco dopo aver girato la serie, divenne uno dei protagonisti nella premiata opera teatrale Elmina's Kitchen, al Garrick Theatre. In seguito ha avuto il ruolo principale nell'opera teatrale Exclude Me, al Chelsea Theatre, e ruoli principali nelle opere teatrali Fallout, al Royal Court Theatre, Badnuff, al Soho Theatre, e Headstone all'Arcola Theatre.
Ha avuto diversi ruoli televisivi, tra cui My Family, Judge John Deed, Misfits, Sea of Souls, Afterlife - Oltre la vita e Doctor Who. Ha anche recitato in Doctors, Powers, Metropolitan Police e Holby City. Nel 2009, è apparso in quattro episodi di EastEnders, nei panni del calciatore playboy Ellis Prince.
È stato tra i protagonisti della serie Hotel Babylon, nel ruolo del receptionist omosessuale Ben Trueman. Ha interpretato l'infermiere Lloyd Asike nel dramma medico Casualty, ruolo che ha ricoperto per due stagioni. Ha fatto parte del cast internazionale della serie Fortitude. Nel 2016 appare nel film Le avventure di Hooten & the Lady.
Ha preso parte alla serie Snatch tratta dall'omonima pellicola di Guy Ritchie, nel ruolo del commerciante Nas Stone. Tra il 2015 e il 2019 ha interpretato Errol Minty nella serie Luther. Nel 2018 interpreta Baxter nel reboot cinematografico di Tomb Raider. Nel 2021, partecipa alla serie comica Jerk, nei panni di un predicatore. Nel 2023 è stato annunciato come parte del cast della serie ITV Out There.

## Vita privata
Nel 2014 sposa la sua compagna di lunga data. La coppia ha un figlio nato nel 2020.
Appassionato di sport e fitness è un tifoso dell'Arsenal. Nel 2008 gli è stata diagnosticata la Celiachia, costringendolo controllare la sua dieta.

## Filmografia parziale
- Doctors – serie TV, un episodio (2002)
- Metropolitan Police – serie TV, 5 episodi (2003)
- Holby City – serie TV, un episodio (2003)
- My Family – serie TV, un episodio (2004)
- Hotel Babylon – serie TV, 32 episodi (2006-2009)
- Doctor Who – serie TV, episodio 3x10 (2007)
- EastEnders – serie TV, 4 episodi (2009)
- Misfits – serie TV, 5 episodi (2009-2010)
- Casualty – serie TV, 65 episodi (2011-2013)
- Fortitude – serie TV, 6 episodi (2015)
- Luther – serie TV, 4 episodi (2015-2019)
- Le avventure di Hooten & the Lady (Hooten & the Lady) – serie TV, un episodio (2016)
- L'ispettore Barnaby (Midsomer Murders) – serie TV, un episodio (2017)
- Snatch – serie TV, 4 episodi (2017)
- Tomb Raider, regia di Roar Uthaug (2018)
- Robozuna – serie TV, 40 episodi (2018-2020) – voce
- Delitti in Paradiso (Death in Paradise) – serie TV, (2020)

## Doppiatori italiani
Nelle versioni in italiano delle opere in cui ha recitato, Michael Obiora è stato doppiato da:
- Alberto Franco in Natale a regola d'arte
- Tony Sansone in Hotel Babylon
- Marco Baroni in Doctor Who
- Gabriele Pellicanò in Sexy Beast - La serie (1ª voce)
- Francesco Fabbri in Sexy Beast - La serie (2ª voce)